# The Missourians
The Missourians è un film del 1950 diretto da George Blair.
È un western statunitense con Monte Hale, Paul Hurst, Roy Barcroft e Lyn Thomas.

## Produzione
Il film, diretto da George Blair su una sceneggiatura di Arthur E. Orloff, fu prodotto da Melville Tucker, come produttore associato, per la Republic Pictures e girato nell'Iverson Ranch a Chatsworth, Los Angeles, California, da metà agosto a fine agosto del 1950. Gli effetti speciali, coordinati da Howard Lydecker e Theodore Lydecker, furono realizzati dalla Consolidated Film Industries. La musica è firmata da Stanley Wilson.

## Distribuzione
Il film fu distribuito negli Stati Uniti dal 25 novembre 1950 al cinema dalla Republic Pictures. È stato distribuito anche in Brasile con il titolo Bandoleiros do Missouri.